# Cyrtosia jeanneli
Cyrtosia jeanneli is een vliegensoort uit de familie van de Mythicomyiidae. De wetenschappelijke naam van de soort is voor het eerst geldig gepubliceerd in 1949 door Séguy.